# طاهریان
طاهریان (۸۲۱ میلادی–۸۷۳ میلادی) نخستین حکومت ایرانی‌تبار پس از حمله اعراب به ایران بودند. آنان از تبار دهقانان خراسان به حساب می‌آمدند. در اوایل سده سوم ه‍. ق، طاهر بن حسین، یکی از سرداران مأمون خلیفه عباسی، از طرف او امیر خراسان شد و به دلیل آن که عدم اطاعت خود را از مأمون اعلام کرد، نخستین حکومت مستقل ایرانی بعد از اسلام در ایران تشکیل و حکومت او به طاهریان معروف شد. در زمان طاهریان سه شهر مرو، نیشابور و بلخ به عنوان مرکز امارت طاهری برگزیده شدند.
طاهریان در جنگ با خوارج در شرق ایران به پیروزی دست یافتند و سرزمین‌های دیگری مانند سیستان و قسمتی از فرارود را به تصرف خودشان درآوردند. آن‌ها توانستند نظم و امنیت را در مرزها بر قرار کنند. گفته می‌شود که در زمان حکومت طاهری، به جهت اهمیت دادن آن‌ها به کشاورزی و عمران و آبادی، کشاورزان به آسودگی زندگی می‌کردند.
خلفای عباسی همچنین مناصب و حکومت بعضی از نواحی را نیز به اعضای خاندان طاهری واگذار کردند. از جملهٔ این اقدامات آن‌که ادارهٔ حرمین شریفین یا امارت شهر مکه را بر مناصب محمد بن‌عبدالله در بغداد افزود و امارت مرو، سرخس و خوارزم را به منصور بن طلحه، امارت هرات را به حسین بن عبدالله، امارت طبرستان را به سلیمان بن عبدالله و امارت جوزجان و طالقان را به پسر عمه اش واگذار کرد.
در زمان طاهریان قیام‌های بابک خرمدین و مازیار که به ترتیب در آذربایجان و طَبَرستان (مازندران) رخ داد، باعث شد که آن‌ها را از توجه به شرق ایران بازدارد. به همین دلیل خوارج دست به شورش زدند. آخرین امیر طاهری، محمد بن طاهر نیز فردی مقتدر نبود. در نتیجه حکومت طاهریان رو به ضعف نهاد و سرانجام در میانه‌های سده سوم هجری به دست یعقوب لیث سرنگون شد.

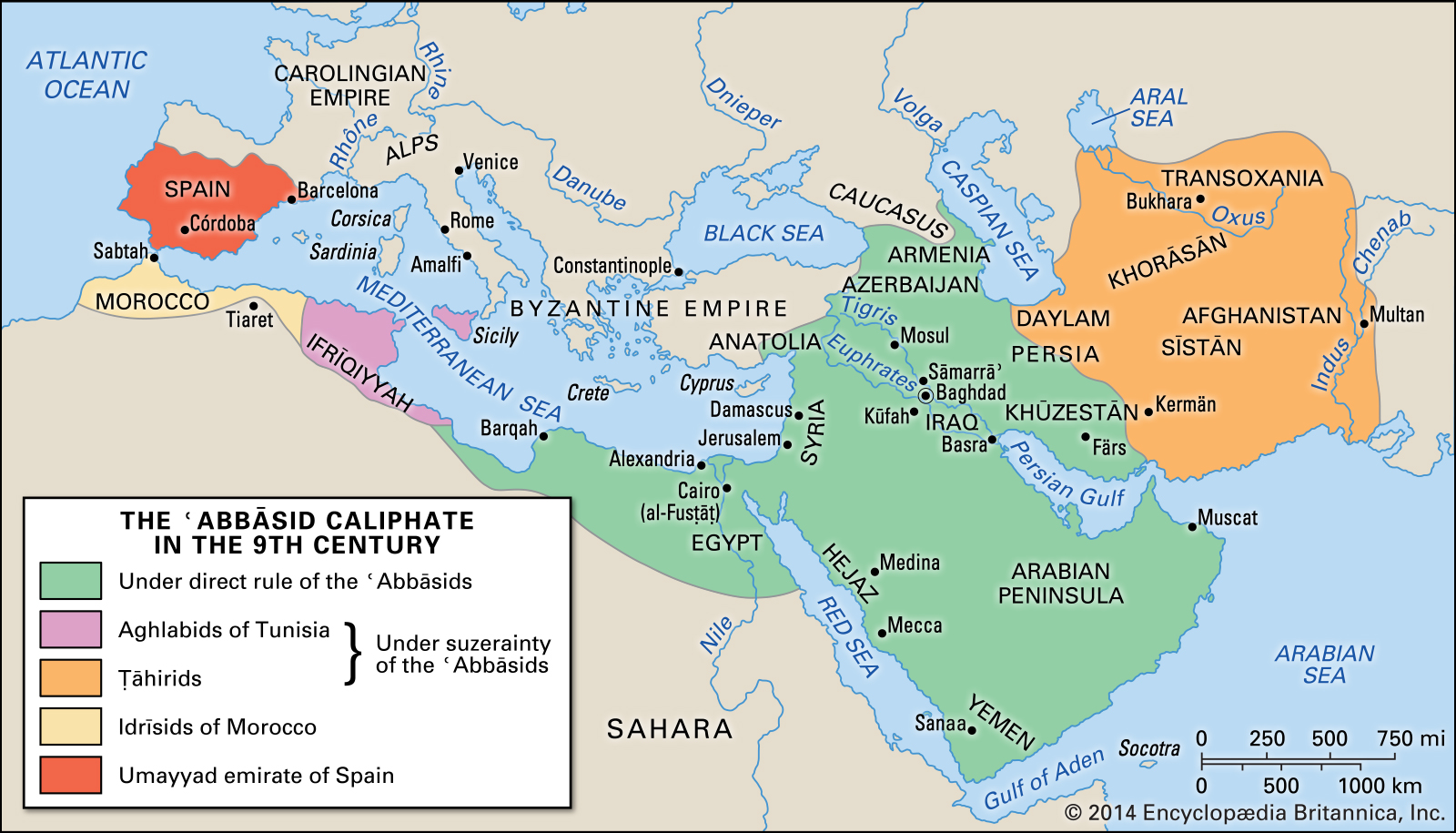
قلمرو دولت طاهریان در شرق خلافت عباسی (نارنجی)

## تاریخ
طاهریان (۸۷۳ → ۸۲۰)
«طاهریان نخستین سلسله ایرانی است که از اطاعت خلفای بغداد سر پیچید و به تشکیل دولتی محلی و نیمه مستقل در خراسان توفیق یافت. طاهریان از خاندان امیران و سرداران ناحیه‌ای در نزدیکی هرات به نام پوشَنگ یا فوشَنج بودند و در مبارزات ابومسلم خراسانی برای روی کار آوردن بنی‌عبّاس شرکت داشتند. در اختلاف بین پسران هارون الرشید، امین و مأمون، طاهر بن حسین جانب مأمون را گرفت و در جنگی که علی بن عیسی بن ماهان، سردار امین، در ری برضدّ مأمون کرد، طاهر او را شکست داد و کشت.
هنگامی که مأمون به خلافت رسید به پاس این خدمات طاهر را، برای پاسداری از امنیّت شهر، شُرطه بغداد کرد و چند سال بعد حکومت خراسان را به او داد. نوشته‌اند که طاهر پس از فتح بغداد، هنگامی که می‌خواست با علی بن موسی الرضا ولیعهد مأمون بیعت کند، با دست چپ با او بیعت کرد و گفت:
دست راست من در خراسان در بیعت مأمون است.
چون مأمون این گفته را شنید گفت:
من هر دو دست طاهر را راست می‌گویم تا بیعت او بر هردوی ما درست باشد.
از این جهت به طاهر لقب «ذوالیمینین» داد یعنی کسی که دارای دو دستِ راست است. همچنین گفته شده که طاهر با هر دو دست شمشیر می‌زد و لقب ذوالیمینین به این مناسبت بدو داده شده‌است. درسال ۲۰۷ ه‍.ق (۸۲۲ م)، هنگامی که طاهر حکومت خراسان را داشت، روزی در مسجد جامع مرو نام خلیفه را از خطبه انداخت. اگرچه فردای آن روز او را مرده یافتند و گمان می‌رود که به وسیله جاسوسان خلیفه مسموم شده باشد، امّا این تاریخ را آغاز تلاش برای تشکیل حکومت‌های ملّی ایرانی شمرده‌اند.
پس از طاهر ذوالیمینین جانشینان او ۵۰ سال حکومت خراسان را داشتند و در بغداد نیز با نفوذ بسیار چندی در مقام شُرطه بودند. معروف‌ترین امیر طاهریان، پس از طاهر ذوالیمینین، عبدالله بن طاهر است که مردی دانا و دادگر بود و با آن که نام خلیفه را در خطبه نماز جمعه می‌آورد و هر ساله بخشی از خراج خراسان را به دربار خلافت می‌فرستاد، امّا به خلیفه اجازه دخالت درامور داخلی خراسان را نمی‌داد. این امیر دانشمند در آبادانی نیشابور بسیار کوشید. به کشاورزی توجّهی خاص داشت و از همین رو به فرمان او کتابی دربارهٔ راه نگه‌داری از قنات‌ها نوشته شد.  دربارِ او محلّ رفت‌وآمد دانشمندان و شاعران و نویسندگان پارسی‌زبان بود. آخرین امیر طاهریان، محمّد بن طاهر، به دست یعقوب لیث زندانی شد. وی پس از مرگ یعقوب آزاد گردید و دوباره به مقام ریاست شهربانی بغداد رسید. امّا دیگر نتوانست حکومت خراسان را به دست آورد.»

### تشکیل سلسله به‌وسیله طاهر بن حسین
پس از مرگ هارون الرشید و نمودار شدن اختلاف و درگیری میان مأمون و امین بر سر خلافت، طاهر عهده‌دار وظایف سنگین تری از سمت مأمون گشت و به کنشگری فعال و عنصری مهم در روند تصاحب قدرت توسط مأمون تبدیل گشت. به روایتی علی بن عیسی در همدان از طاهر شکست یافت. طاهر، پس از این پیروزی در نبرد ری، به مقابله با لشکرهایی که به صورت پیاپی از سمت امین گسیل می‌گشتند، پرداخت. طاهر و هرثمه به وسیلهٔ لشکریانی که در اختیار داشتند، در سال ۱۹۷ هجری/۸۱۲ میلادی، به محاصرهٔ اطراف بغداد مشغول گشتند و با شدت بخشیدن به این محاصره، فشار را بر لشکریان امین افزون کردند. محاصرهٔ بغداد تا سال ۱۹۸ هجری/ ۸۱۳ میلادی، به صورت فرسایشی به درازا کشید تا در محرم همین سال، طاهر بر شدت حملات خود افزود و محلات را یکی پس از دیگری فتح کرد و به لشکر دستور داد که برای فتح نهایی بغداد، حمله را آغاز نمایند و سرانجام بغداد، در همین زمان فتح گردید. سرانجام به علت تمایل مأمون برای واگذاری خراسان به طاهر و همچنین تلاش بی‌وقفهٔ طاهر و اطرافیانش، به خصوص وزیر مأمون، احمد بن ابی‌خالد احول، حکومت خراسان بزرگ و ایالات شرقی در سال ۲۰۵ هجری / ۸۲۱ میلادی به طاهر واگذار شد. طاهر که مترصد فرصتی مناسب برای اعلام استقلال بود، تنش موجود را دستاویزی قرار داد و یک سال و شش ماه پس از حکومت خود بر خراسان، در سال ۲۰۷ هجری/ ۸۲۲ میلادی با حذف نام خلیفه از خطبهٔ نماز جمعه، استقلال حکومت خود را اعلام کرد. طاهر در همان شبی که نام مأمون را از خطبه حذف کرد یا مدت کوتاهی پس از آن در سال ۲۰۷ هجری/ ۸۲۲ میلادی، درگذشت.

### هارون الرشیدآغازی بر سلسله طاهریان
هارون الرشید در دوران حکومت خویش و به منظور تحکیم قدرت خلافت و پیشگیری از هرگونه مشکلات احتمالی در روند انتقال قدرت، سلسله تمهیداتی را در نظر گرفته و بر اساس آن سیستم جانشینی پیچیده‌ای طراحی کرد. بدین ترتیب، امین به عنوان جانشین هارون، پس از وی به خلافت می‌رسید و مأمون نیز به عنوان جانشین امین منصوب گشت و قاسم، فرزند دیگر هارون، جانشین مأمون شد. تمام این تصمیمات تبدیل به عهدنامه‌ای گشت که بر کعبه آویخته شد و به ایالات فرستاده شد، اما پس از مرگ هارون، امین با سلسله اقداماتی مأمون را تحت فشار قرار داد و مدتی پس از عزل قاسم، مأمون را از جانشینی عزل کرد و فرزند خود موسی را با لقب الناطق بالحق به عنوان جانشین خویش اعلام کرد که نامش را در خطبه، جایگزین نام مأمون ساختند. مأمون نیز در اقدامی متقابل هرگونه ارتباط با بغداد را قطع کرد و از فرمان‌های امین سرپیچی کرد و به ستیزی آشکار با وی پرداخت که نتیجهٔ آن، درگیری نظامی میان دو برادر بود. پس از مرگ هارون الرشید و پدیدار شدن اختلاف و درگیری میان مأمون و امین بر سر خلافت، طاهر عهده‌دار وظایف سنگین تری از سمت مأمون گشت و به کنشگری فعال و عنصری مهم در روند تصاحب قدرت توسط مأمون تبدیل گشت.

### جنگ طاهر و ابن ماهان
امین در سال ۱۹۵ هجری علی بن عیسی را در راس سپاهی به جنگ با مأمون و دستگیری او گسیل کرد. مأمون نیز پس از مشورت با فضل بن سهل، وزیر خود، طاهر را به فرماندهی لشکر خود منصوب کرد و او را به جنگ با علی بن عیسی فرستاد.
پس از گفتارها و اعمال معمول پیش از جنگ، نبرد میان دو لشکر آغاز شد و به زودی شدت گرفت. طاهر در اثنای نبرد نیز به تهییج سپاهیان خویش می‌پرداخت و آنان را در جهت شکست دشمن راهنمایی می‌کرد. روایت است جنگ ادامه داشت تا زمانی که علی بن عیسی در جریان جنگ، بر اثر تیر یا ضربت داوود سیاه از اسب سرنگون گشته و کشته شد و با مرگ او، سپاهیان امین همگی راه فرار در پیش گرفتند. البته به روایتی علی بن عیسی در همدان از طاهر شکست یافت. عدهٔ زیادی از لشکریان امین تسلیم طاهر گشتند و غنایم و ثروت بسیاری از جمله هفتصد کیسه هزار درهمی به چنگ طاهر افتاد.

### پیروزی‌های طاهر بن حسین و سقوط امین
طاهر، پس از این پیروزی در نبرد ری، به مقابله با لشکرهایی که به صورت پیاپی از سمت امین گسیل می‌گشتند، پرداخت. و به پیشروی به سمت عراق ادامه داد. وی در همدان با یکی از سرداران امین، به نام عبدالرحمن بن جبله ابناوی، روبرو گشت و پس از جنگی سخت با آنان و محاصره چند ماهه همدان، وی را از پای درآورد و لشکرش را وادار به هزیمت کرد. پس از این واقعه، طاهر شهرها را یکی پس از دیگری با جنگ‌های پراکنده یا روش‌های دیگر فتح کرد.
طاهر و هرثمه به وسیلهٔ لشکریانی که در اختیار داشتند، در سال ۱۹۷ هجری/۸۱۲ میلادی، به محاصرهٔ اطراف بغداد مشغول گشتند و با شدت بخشیدن به این محاصره، فشار را بر لشکریان امین افزون کردند. محاصرهٔ بغداد تا سال ۱۹۸ هجری/ ۸۱۳ میلادی، به صورت فرسایشی به درازا کشید تا در محرم همین سال، طاهر بر شدت حملات خود افزود و محلات را یکی پس از دیگری فتح کرد و به لشکر دستور داد که برای فتح نهایی بغداد، حمله را آغاز نمایند و سرانجام بغداد، در همین زمان فتح گردید. امین پس از ناامیدی از جانب طاهر، به هرثمه بن اعین روی آورد. در نظر امین، هرثمه بهترین شخص برای تسلیم گشتن بود. او هرثمه را از موالی و خدمتگزاران خود و پدرش می‌دانست و به وفاداری‌اش نیز اطمینان داشت و در اثر شرایط پیش آمده، شناخت و اعتمادش نسبت به او فزونی یافته بود؛ بنابراین در نامه‌ای از هرثمه درخواست کمک و امان کرد. پنج شب مانده از محرم سال ۱۹۸ هجری/ ۸۱۳ میلادی، امین با وجود اخطار هرثمه به او دربارهٔ تأمین امنیتش و توصیه به تسلیم گشتنش در روز بعد برای محافظت از جانش، به علت جایز ندانستن هرگونه تعلل و تأخیر، از کاخ خود بیرون آمده و به اخطار هرثمه بی‌توجهی کرد. امین بر قایقی که برای او در کنار دجله آماده کرده‌بودند و هرثمه خود با آن به استقبال امین آمده بود، سوار شد. هرثمه در مواجهه با امین، اظهار اطاعت و بندگی کرد. مسیری طی نشده بود که سپاهیان طاهر از کمینگاه خویش خارج گشته و به سوی قایق، سنگ و تیر پرتاب کردند. در ادامه افرادی به زیر قایق رفته و آن را واژگون ساختند. یکی از یاران هرثمه او را نجات داد و امین نیز با شنا، خود را به کنار آب رساند. روایت است که پیش از اسارت امین، یکی از یارانش که احمد بن سلام نام داشت را اسیر کردند که پس از پرسش از او دربارهٔ امین، وی اظهار بی‌اطلاعی کرد. سرانجام امین اسیر گشت و توسط محمد بن حمید طاهری شناسایی گشته و این خبر به اطلاع طاهر رسید، که او نیز بلافاصله دستور قتل امین را به قریش دندانی، حاجب خویش، ابلاغ کرد. بدین ترتیب امین در اسارت کشته شد. بدن امین در باغ مونسه دفن گردیده و سرش به همراه فتحنامه‌ای توسط قاصدی به نزد مأمون در مرو، فرستاده شد.

### تأسیس حکومت طاهریان
سرانجام به علت تمایل مأمون برای واگذاری خراسان به طاهر و همچنین تلاش بی‌وقفهٔ طاهر و اطرافیانش، به خصوص وزیر مأمون، احمد بن ابی‌خالد احول، حکومت خراسان بزرگ و ایالات شرقی در سال ۲۰۵ هجری / ۸۲۱ میلادی به طاهر واگذار شد.
مسئلهٔ خوارج و عدم کامیابی کامل طاهر در کنترل و سرکوب تحرکات آنان یا امری دیگر، موجب ایجاد تنش میان او و مأمون گردید. منقول است که مأمون، طبق نگرانی خاطری که از زمان بخشیدن حکومت خراسان، نسبت به طاهر داشت و همچنین در اثر سعایت دشمنان طاهر در نزد وی، پس از بروز مجدد تنش در روابطش با او، اقدام به بخشیدن کنیزکی به وی به قصد مسموم کردنش کرد، اما با اطلاع طاهر از این موضوع و ارسال پیامی حاوی ابراز وفاداری و عدم پیمان‌شکنی به مأمون، خاطر وی از جانب طاهر آسوده گشت. طاهر که مترصد فرصتی مناسب برای اعلام استقلال بود، تنش موجود را دستاویزی قرار داد و یک سال و شش ماه پس از حکومت خود بر خراسان، در سال ۲۰۷ هجری/ ۸۲۲ میلادی با حذف نام خلیفه از خطبهٔ نماز جمعه، استقلال حکومت خود را اعلام کرد. از دیگر علائم اعلام استقلال نیز، حذف نام خلیفه از سکه‌هایی که ذوالیمینین نیز بر روی آنان ضرب گشته بود (۲۰۶ هجری/ ۸۲۱ میلادی)، در دورهٔ طاهر می‌دانند.

### علت ابقای خاندان طاهری در حکومت خراسان
اقدامات سیاسی طاهر در اواخر دورهٔ حیاتش و نتایج این اقدامات پس از مرگ او منجر به ایجاد تحولی عظیم و بدیع در شرق خلافت اسلامی گردید که حاصل آن همچون یادگاری از طاهر بن حسین برجای ماند و در قالب حکومت نیمه مستقل طاهریان، در خراسان و قلمرو شرقی خلافت، سر برآورد اما پس از طاهر تمامی فرزندان و نوادگانش به علت عدم دارا بودن تمام توانایی و ظرفیت‌های او در حکومت و سیاست، نسبت به خلیفه مطیع و وفادار ماندند و بر طبق سیاست‌های بغداد حرکت کردند و فقط می‌توان گفت به سبب موروثی ماندن حکومت خراسان در بینشان و آزادی عمل قابل توجه در امور حکومت خراسان، نیمه‌مستقل نامیده شدند که آن نیز به سبب همکاری آنان با خلفا و مدارای بغداد و حتی روابط صمیمی و دوستانه به علل متفاوت با آنان بود. نمود آن نیز نفوذ خاندان طاهری در مناصب مهم در مرکز خلافت، یعنی بغداد و تداوم آن حتی تا مدت‌ها پس از سقوط حکومتشان در خراسان مشهود بود. خلفای بغداد در طی نیم سده تسلط طاهریان بر خراسان، آنان را تأیید و ابقا کردند که دلایل آن بدین شرح است: قدرت بعضی از طاهریان همچون عبدالله بن طاهر که فرماندهی لشکری قدرتمند در غرب را بر عهده داشت و مشغول سرکوب شورشی در آن ناحیه بود، هم به علت واهمه از عکس‌العمل او در برابر اقدامی علیه طاهریان و هم به سبب خدمتی که بدان مشغول بود، مورد تأیید بود. در قدم بعدی، خلفای مستقر در بغداد بر این امر واقف بودند که امکان مدیریت و تسلط کامل بر سرزمین‌های وسیع شرقی از طریق نظارت مرکز ممکن نیست و ارسال پیاپی لشکر بدانجا نیز، علاوه بر بی‌فایده بودن، موجب فشاری بر خلافت می‌گردید که به همین علت حکومت طاهریان را بر نواحی شرقی تأیید می‌کردند؛ زیرا آنان از نفوذ و محبوبیت محلی برخوردار بودند و توانایی اعادهٔ قدرت و امنیت بر آن نواحی را داشتند و علاوه بر آن بیش از دیگران مورد وثوق و اعتماد بودند و وفاداری خود را به دفعات و در طی شورش‌ها و حوادث متعدد ثابت کرده بودند. علی‌الخصوص، شورش سپاهیان و همچنین برادر طاهر، حسن، پس از وفات طاهر موجب گشت که مأمون با وجود عصیان شخص طاهر، حکومت فرزند وی را تأیید کند و حتی احمد بن ابی خالد را برای کمک به او و ایجاد ثبات در آن ناحیه گسیل دارد که مأمون به علت نفوذ خاندان طاهری و واهمه از وقوع ناآرامی‌های بعدی، حسن را عفو کرد و پس از آن نیز همواره میان آنان و خلفا روابط دوستانه برقرار باشد. علاوه بر آن، در همان زمان و در شرق خلافت مانند آذربایجان، کسانی همچون بابک فعالیت داشتند و آن نواحی وضعیت خوبی نداشت و حمزه نیز همچنان به تاخت و تاز در نواحی شرقی می‌پرداخت که این امر خلیفه را قانع می‌ساخت که با ستیز با طاهریان آرامش پایداری که آنان در حوزهٔ حکومتشان برقرار ساخته بودند را دچار دگرگونی و اختلال ننماید. به‌طور کلی، می‌توان گفت که استقلال به صورت کامل فقط در پایان عمر طاهر دارای معنا بود و آن هم به علت شخصیت او و پشتوانه‌هایش بود و پس از آن میان نوادگان او و خلفا روابطی متأثر از احساس محبت، احترام، ترس و نیاز برقرار بود که در قالب خادم و مخدوم می‌توان آن را بیان کرد و در چارچوب نیازهای هریک از دوطرف به یکدیگر در گذر زمان به شرح و تفسیرش پرداخت.

### حکومت به طلحه بن طاهر
به هر صورت، پس از مرگ طاهر، مأمون با وجود طغیان او، حکومت نواحی شرقی را به پسران وی واگذار کرد، زیرا قصد داشت تا شورش سپاهیان طاهر، که بر اثر مرگ وی شکل گرفته بود را آرام نماید و همچنین به نفوذ خاندان ایشان در آن نواحی واقف بود و به تجربه دریافته بود که فقط ایرانیان توانایی ادارهٔ ایالات مختلف و حل مسائل داخلی ایران را دارند و به سبب اطلاع از شایستگی افراد این خاندان در ادارهٔ امور آن نواحی، حکومتشان را بر مناطق شرقی تأیید کرد و این واقعه آغازگر، حکومت ۵۰ سالهٔ طاهریان، به عنوان نخستین حکومت نیمه مستقل ایرانی گشت.
مرگ طاهر به هر شکلی انجام پذیرفته بود، راهی مناسب‌تر از واگذاری قدرت به طلحه، در برابر مأمون قرار نداشت. طلحه نیز پس از اقدام کلثوم بن ثابت، صاحب برید خراسان، در گزارش طغیان طاهر به فرمان خود او و سپس مرگ زودهنگام طاهر از وی خواست که مرگ طاهر را در کنار پرداختن طلحه به امور سپاه، برای مأمون گزارش کند و به او پانصد هزار درهم یا پنج هزار دینار به همراه دویست جامه اهدا کرد که دو گزارش با فاصلهٔ اندکی از یکدیگر به بغداد رسیدند. پیرامون انتخاب عبدالله یا طلحه به حکومت خراسان دو گروه گزارش از منابع برجای مانده‌است. بر اساس نخستین گروه از گزارش‌ها و بنابر نقل ابن اثیر، مأمون تمامی کارها و مسئولیت‌های طاهر را بر عهدهٔ عبدالله، فرزندش، قرار داد که او طلحه را به جانشینی خود در خراسان منصوب کرد اما «طلحه به نام خود با مأمون مکاتبه می‌کرد و نام عبدالله را نمی‌برد» اما طبق گروه دوم از گزارش‌ها، طلحه برای جانشینی طاهر برگزیده شد؛ زیرا مأمون در راستای سرکوب شورش نصر بن شبث و آرام کردن بحران‌های غرب به شخصیت عبدالله بن طاهر نیاز داشت و علاوه بر آن، با توجه به مشکلات و پیشامدهای خراسان و لزوم اتخاذ تصمیمی سریع برای امارت آن ناحیه، حضور سریع عبدالله در خراسان میسر نبود. در نتیجه مأمون در جواب گزارشی که فرماندهی سپاه توسط طلحه را پس از مرگ طاهر بیان می‌کرد، پس از مشورت با احمد بن ابی خالد در این زمینه، شخصی را شایسته‌تر از طلحه برای تسلط بر اوضاع منطقه در آن برهه ندید و در نتیجه طلحه بن طاهر در سال ۲۰۷ هجری / ۸۲۲ میلادی، به حکومت خراسان منصوب شد. بررسی سراسر دوران حکومت طلحه بر خراسان، نمایانگر نبردهای پیاپی او با خوارج و رهبر آنان، حمزه بن آذرک، است. طلحه در ایام امارت خود بر خراسان در صدد جلوگیری از حملات خوارج و همچنین دفع آنان در سیستان بود و سعی داشت تا از این طریق از هجوم و تاخت و تاز آنان در خراسان، جلوگیری به عمل آورد. وی به سبب تجربیاتی که در زمان پدرش، طاهر بن حسین، در ستیز با خوارج به دست آورده بود، مهم‌ترین فعالیت دوران حکمرانی خود را به این نبردها اختصاص داد و گزارش ابن طیفور از زخمی شدن وی در نبرد با خوارج بیانگر تلاش وافر و جدی او در جهت سرکوب این فرقه بود و روایات گردیزی در باب جنگ‌های بسیار میان طلحه و حمزه نیز نشان از تعقیب و جنگ مداوم او با خوارج دارد. طلحه مدتی پس از مرگ حمزه آذرک، سه روز مانده از ربیع‌الاول سال ۲۱۳ هجری / مه ۸۲۸ میلادی، به‌طور ناگهانی در بلخ وفات یافت و در همان شهر نیز به خاک سپرده شد. روایتی نیز وفات او را اندکی پیش از مرگ حمزه آذرک بیان می‌دارد.

### حکومت عبدالله بن طاهر
عبدالله بن طاهر در سال ۱۸۲ هجری قمری/ ۷۹۸ میلادی متولد گشت. عبدالله در نخستین مأموریت مهم خویش، به دستور مأمون، ماٰمور به دفع شورش نصر بن شبث در رقه شد. بنابر نقلی دیگر، طاهر، عبدالله را مأمور به این کار کرد. عبدالله پس از مدتی، با کسب مأموریتی از جانب مأمون مبنی بر سرکوب شورش ابن سری و آرام کردن اوضاع مصر، در سال ۲۱۰ ه‍.ق یا ۲۱۱ ه‍. ق، عازم آن ناحیه شد. عبدالله پس از بهبود اوضاع مصر و نصب عیسی بن یزید جلودی به عنوان نایب خویش در آنجا، پس از یک سال و پنج ماه اقامت در مصر، راه عراق را در پیش گرفت و در اواسط سال ۲۱۲ ه‍.ق/ ۸۲۷ م داخل بغداد شد. به اعتقاد ثعالبی، فرمان حکومت عبدالله بر جبال و آذربایجان همزمان با برگزیدن معتصم به حکومت مصر بوده‌است که پذیرش آن غیرممکن می‌نماید، چرا که کشته شدن محمد بن حمید طوسی، فرماندهٔ سپاهیان خلیفه در نبرد با بابک خرمدین، چاره‌ای برای مأمون جز گسیل عبدالله به دینور برای مقابله با بابک باقی نماند و این امر در سال ۲۱۴ ه‍.ق/ ۸۲۹ م صورت پذیرفت. محمد بن حمید طوسی و پیروزی‌های بابک، مأمون مجاب به گسیل عبدالله به دینور شد. مدتی کوتاهی پس از اقامت عبدالله در آن ناحیه، اسحاق بن ابراهیم و یحیی بن اکثم از سوی مأمون به نزد عبدالله آمدند و پیغام مأمون مبنی بر اختیار عبدالله در برگزیدن حکومت خراسان و آذربایجان یا جنگ با بابک را به وی اعلام داشتند و عبدالله نیز در پاسخ حکومت خراسان را پذیرفت. اگرچه عبدالله با حرکت به سمت دینور و برگزیدن علی بن طاهر به جای خویشتن برای حکومت خراسان، عدم تمایل خود به حکومت خراسان را به نمایش گذاشته بود اما شرایط به گونه‌ای ضرورت حضور او در خراسان و عدم اختیار عبدالله در برگزیدن یکی از پیشنهادها مأمون را به تصویر می‌کشید، چرا که بر اساس گزارش ابن اثیر، علی بن طاهر در نبرد با خوارج کشته شد و محمد بن حمید طاهری در مقابل آنان کاری از پیش نبرد و شابشتی نیز حملهٔ خوارج به روستای حمرا و قتل بسیاری از زنان و کودکان را ذکر می‌کند که این اتفاقات موجب آشفتگی مأمون شد و اسحاق بن ابراهیم و یحیی بن اکثم را به نزد عبدالله روانه کرد تا وی را برای حکومت خراسان قسم دهند، چرا که این ناحیه پس از دارالخلافه، مهم‌ترین بخش خلافت بوده‌است. ورود عبدالله بن طاهر به خراسان مقارن با تاخت‌وتاز خوارج در آن ناحیه بود، چنان‌که در سراسر این سرزمین پراکنده بودند و در نیشابور و پیرامون آن حضور داشتند. عبدالله پس از انتقال مرکز حکومت خویش از مرو به نیشابور و همجواری با این گروه، نبردهای پیاپی را علیه آنان در پیش گرفت و با قتل بسیاری از آنان، نظم و آرامش را بر خراسان حاکم گرداند. یکی از اقدامات مهم عبدالله در خراسان به منظور برقراری آرامش در آن ناحیه، خاموش کردن طغیان یکی از نوادگان حسین بن علی به نام محمد بن قاسم بن علی بود. مدتی بعد مازیار با اطمینان خاطر از پشتیبانی افشین، در سال ۲۲۴ ه‍.ق/ ۸۳۸ م علیه طاهریان و خلیفه، آشکارا طغیان نمود. معتصم، عبدالله بن طاهر را مأمور سرکوب مازیار کرد، زیرا طغیان او را تنها معطوف به عبدالله بن طاهر نمی‌دانست، بلکه خود و اسلام را نیز هدف این جنبش به‌شمار می‌آورد. سرانجام مازیار به واسطهٔ خیانت و نقشهٔ کوهیار، برادرش که در جریان ارتباط با طاهریان موفق به اخذ نوشته‌ای از عبدالله بن طاهر مبنی بر حکومت بخشی از طبرستان شده بود، به اسارت سپاهیان عبدالله بن طاهر درآمد. سرانجام عبدالله بن طاهر در روز چهارشنبه که مصادف با ۱۰ ربیع‌الثانی سال ۲۳۰ ه‍.ق و ۲۶ دسامبر ۸۴۴ م بود، پس از چهل و هشت سال زندگانی به علت بیماری وفات یافت و در مقبرهٔ خانوادگی خویش که در نیشابور قرار داشت، دفن شد. بنابر نقلی دیگر او در ۱۱ ربیع‌الاول سال ۲۳۰ ه‍.ق وفات یافت.

### رسیدن پسر عبدالله به قدرت
پس از عبدالله پسر او طاهر بن عبدالله با میانجیگری قاضی القضات دواد به جای پدر نشست در زمان طاهر اتفاقات و بلایای طبیعی به شدت در ایران اوج گرفت مانند باد سردی که از سمت ترکستان می‌وزید و باعث کشته شدن تعداد زیادی از مردم به وسیله بیماری زکام شد بعد از زلزله‌ای بسیار مهیب رخ داد و حدود شصت هزار نفر زیر آوارها جان خود را از دست دادند و در این دوران به شدت بر مردم ایران سخت گذشت.

## ریشه و تبارنامه
مجموعه روایاتی پیرامون نسب طاهر بن حسین، پدربزرگ طاهر بیان شده‌است که به کمک آن می‌توانیم از پیشینه و نسب طاهر نیز اطلاع یابیم. بر اساس این روایات، نسب طاهر به یکی از دو شکل ذیل است: طاهر بن حسین بن مصعب بن رزیق بن ماهان یا طاهر بن حسین بن مصعب بن زریق بن اسعد بن زادان.
طاهریان دارای تبار ایرانی بودند و لقب خزاعی را به سبب این که از موالی قبیلهٔ خزاعه بودند به دست آورده‌اند. البته به همین سبب، نسب خود را به قبیلهٔ خزاعه که در دوران دعوت پیامبر از قبایل بزرگ مکه بودند، می‌رساندند. عده‌ای از راویان و مورخان از یک سو و طاهریان نیز از سمتی دیگر خاندان طاهری را منسوب به رستم، پهلوان ایرانی و منوچهر، پادشاه ایرانی می‌دانستند. مورخان بر این عقیده‌اند که علت این نسب سازی‌ها، اهمیت نسب و ریشه هر خاندان در آن دوره بوده‌است که طاهریان و به‌طور ویژه طاهر با تلاش‌های هوادارانشان، توانستند از این راه حمایت و دوستی خاندان‌های محلی را جلب کرده و از این طریق نفوذ و قدرت خویش را افزایش دهند.

### نخستین طاهریان
بر اساس روایاتی که مطرح شده‌است، رزیق، جد طاهر، از موالی طلحة بن عبدالله خزاعی معروف به طلحه الطلحات بوده که این شخص امارت سیستان را در اواخر سدهٔ اول هجری/ هفتم میلادی یا اوایل خلافت عباسی، بر عهده داشته‌است. مصعب، نیای طاهر، نیز در آغاز جنبش سیاه‌جامگان به آنان پیوست و به عنوان دبیر در خدمت یکی از داعیان عباسی به نام سلیمان بن کثیر خزاعی درآمده‌است. پس از پیروزی عباسیان، مصعب به پاداش خدمات خود و خاندانش از سوی عباسیان، امارت هرات و پوشنگ را عهده‌دار گردید. در سال ۱۶۰ هجری/ ۷۷۶ میلادی که مصادف با خلافت مهدی عباسی بود، در نواحی تحت حکومت مصعب، شورشی به رهبری یوسف بن ابراهیم ثقفی صورت گرفت که به سبب آن مصعب از قلمرو خود رانده شد. اما در دورهٔ هارون الرشید و به فرمان او، حکومت پوشنگ به حسین، پدر طاهر، واگذار گردید. پس از پدر نیز، طاهر عهده‌دار این سمت گشت.

### تبارنامه
|     |     |     |     |      |      |      |      |      |      |      |      |      |      |      |      |     |     |           |           |           |           |           |           |  |  |      |      | زریق یا رزیق    |                 |                 |                 |                 |                 |        |        |        |        |        |        |      |      |      |      |      |      |      |      |     |     |         |         |         |         |         |         |      |      |      |      |      |      |      |      |        |        |        |        |         |         |         |         |         |         |          |          |          |          |          |          |      |      |      |      |      |      |      |      |      |      |      |      |      |      |  |  |  |  |  |  |  |  |  |  |  |  |  |  |  |  |  |  |  |  |  |  |  |  |  |  |  |  |  |  |  |  |  |  |  |  |  |  |  |  |  |  |  |  |  |  |  |  |  |  |  |  |  |  |
|     |     |     |     |      |      |      |      |      |      |      |      |      |      |      |      |     |     |           |           |           |           |           |           |  |  |      |      |                 |                 |                 |                 |                 |                 |        |        |        |        |        |        |      |      |      |      |      |      |      |      |     |     |         |         |         |         |         |         |      |      |      |      |      |      |      |      |        |        |        |        |         |         |         |         |         |         |          |          |          |          |          |          |      |      |      |      |      |      |      |      |      |      |      |      |      |      |  |  |  |  |  |  |  |  |  |  |  |  |  |  |  |  |  |  |  |  |  |  |  |  |  |  |  |  |  |  |  |  |  |  |  |  |  |  |  |  |  |  |  |  |  |  |  |  |  |  |  |  |  |  |
|     |     |     |     |      |      |      |      |      |      |      |      |      |      |      |      |     |     |           |           |           |           |           |           |  |  |      |      | مصعب            |                 |                 |                 |                 |                 |        |        |        |        |        |        |      |      |      |      |      |      |      |      |     |     |         |         |         |         |         |         |      |      |      |      |      |      |      |      |        |        |        |        |         |         |         |         |         |         |          |          |          |          |          |          |      |      |      |      |      |      |      |      |      |      |      |      |      |      |  |  |  |  |  |  |  |  |  |  |  |  |  |  |  |  |  |  |  |  |  |  |  |  |  |  |  |  |  |  |  |  |  |  |  |  |  |  |  |  |  |  |  |  |  |  |  |  |  |  |  |  |  |  |
|     |     |     |     |      |      |      |      |      |      |      |      |      |      |      |      |     |     |           |           |           |           |           |           |  |  |      |      |                 |                 |                 |                 |                 |                 |        |        |        |        |        |        |      |      |      |      |      |      |      |      |     |     |         |         |         |         |         |         |      |      |      |      |      |      |      |      |        |        |        |        |         |         |         |         |         |         |          |          |          |          |          |          |      |      |      |      |      |      |      |      |      |      |      |      |      |      |  |  |  |  |  |  |  |  |  |  |  |  |  |  |  |  |  |  |  |  |  |  |  |  |  |  |  |  |  |  |  |  |  |  |  |  |  |  |  |  |  |  |  |  |  |  |  |  |  |  |  |  |  |  |
|     |     |     |     |      |      |      |      |      |      |      |      |      |      |      |      |     |     |           |           |           |           |           |           |  |  |      |      |                 |                 |                 |                 |                 |                 |        |        |        |        |        |        |      |      |      |      |      |      |      |      |     |     |         |         |         |         |         |         |      |      |      |      |      |      |      |      |        |        |        |        |         |         |         |         |         |         |          |          |          |          |          |          |      |      |      |      |      |      |      |      |      |      |      |      |      |      |  |  |  |  |  |  |  |  |  |  |  |  |  |  |  |  |  |  |  |  |  |  |  |  |  |  |  |  |  |  |  |  |  |  |  |  |  |  |  |  |  |  |  |  |  |  |  |  |  |  |  |  |  |  |
|     |     |     |     | احمد | احمد | احمد | احمد | احمد | احمد |      |      |      |      | علی  | علی  | علی | علی | علی       | علی       |           |           |           |           |  |  |      |      | حسین            | حسین            | حسین            | حسین            | حسین            | حسین            |        |        |        |        |        |        |      |      |      |      |      |      |      |      |     |     |         |         |         |         |         |         |      |      |      |      |      |      |      |      |        |        |        |        |         |         |         |         |         |         |          |          |          |          |          |          |      |      |      |      |      |      |      |      |      |      |      |      |      |      |  |  |  |  |  |  |  |  |  |  |  |  |  |  |  |  |  |  |  |  |  |  |  |  |  |  |  |  |  |  |  |  |  |  |  |  |  |  |  |  |  |  |  |  |  |  |  |  |  |  |  |  |  |  |
|     |     |     |     | احمد | احمد | احمد | احمد | احمد | احمد |      |      |      |      | علی  | علی  | علی | علی | علی       | علی       |           |           |           |           |  |  |      |      | حسین            | حسین            | حسین            | حسین            | حسین            | حسین            |        |        |        |        |        |        |      |      |      |      |      |      |      |      |     |     |         |         |         |         |         |         |      |      |      |      |      |      |      |      |        |        |        |        |         |         |         |         |         |         |          |          |          |          |          |          |      |      |      |      |      |      |      |      |      |      |      |      |      |      |  |  |  |  |  |  |  |  |  |  |  |  |  |  |  |  |  |  |  |  |  |  |  |  |  |  |  |  |  |  |  |  |  |  |  |  |  |  |  |  |  |  |  |  |  |  |  |  |  |  |  |  |  |  |
|     |     |     |     |      |      |      |      |      |      |      |      |      |      |      |      |     |     |           |           |           |           |           |           |  |  |      |      |                 |                 |                 |                 |                 |                 |        |        |        |        |        |        |      |      |      |      |      |      |      |      |     |     |         |         |         |         |         |         |      |      |      |      |      |      |      |      |        |        |        |        |         |         |         |         |         |         |          |          |          |          |          |          |      |      |      |      |      |      |      |      |      |      |      |      |      |      |  |  |  |  |  |  |  |  |  |  |  |  |  |  |  |  |  |  |  |  |  |  |  |  |  |  |  |  |  |  |  |  |  |  |  |  |  |  |  |  |  |  |  |  |  |  |  |  |  |  |  |  |  |  |
| حسن | حسن | حسن | حسن | حسن  | حسن  |      |      |      |      | محمد | محمد | محمد | محمد | محمد | محمد |     |     |           |           |           |           |           |           |  |  |      |      | طاهر ذوالیمینین | طاهر ذوالیمینین | طاهر ذوالیمینین | طاهر ذوالیمینین | طاهر ذوالیمینین | طاهر ذوالیمینین |        |        |        |        |        |        |      |      |      |      |      |      |      |      |     |     |         |         |         |         |         |         |      |      |      |      |      |      |      |      |        |        |        |        | ابراهیم | ابراهیم | ابراهیم | ابراهیم | ابراهیم | ابراهیم |          |          |          |          |          |          |      |      |      |      |      |      |      |      |      |      |      |      |      |      |  |  |  |  |  |  |  |  |  |  |  |  |  |  |  |  |  |  |  |  |  |  |  |  |  |  |  |  |  |  |  |  |  |  |  |  |  |  |  |  |  |  |  |  |  |  |  |  |  |  |  |  |  |  |
| حسن | حسن | حسن | حسن | حسن  | حسن  |      |      |      |      | محمد | محمد | محمد | محمد | محمد | محمد |     |     |           |           |           |           |           |           |  |  |      |      | طاهر ذوالیمینین | طاهر ذوالیمینین | طاهر ذوالیمینین | طاهر ذوالیمینین | طاهر ذوالیمینین | طاهر ذوالیمینین |        |        |        |        |        |        |      |      |      |      |      |      |      |      |     |     |         |         |         |         |         |         |      |      |      |      |      |      |      |      |        |        |        |        | ابراهیم | ابراهیم | ابراهیم | ابراهیم | ابراهیم | ابراهیم |          |          |          |          |          |          |      |      |      |      |      |      |      |      |      |      |      |      |      |      |  |  |  |  |  |  |  |  |  |  |  |  |  |  |  |  |  |  |  |  |  |  |  |  |  |  |  |  |  |  |  |  |  |  |  |  |  |  |  |  |  |  |  |  |  |  |  |  |  |  |  |  |  |  |
|     |     |     |     |      |      |      |      |      |      |      |      |      |      |      |      |     |     |           |           |           |           |           |           |  |  |      |      |                 |                 |                 |                 |                 |                 |        |        |        |        |        |        |      |      |      |      |      |      |      |      |     |     |         |         |         |         |         |         |      |      |      |      |      |      |      |      |        |        |        |        |         |         |         |         |         |         |          |          |          |          |          |          |      |      |      |      |      |      |      |      |      |      |      |      |      |      |  |  |  |  |  |  |  |  |  |  |  |  |  |  |  |  |  |  |  |  |  |  |  |  |  |  |  |  |  |  |  |  |  |  |  |  |  |  |  |  |  |  |  |  |  |  |  |  |  |  |  |  |  |  |
|     |     |     |     | محمد | محمد | محمد | محمد | محمد | محمد |      |      |      |      | حسن  | حسن  | حسن | حسن | حسن       | حسن       |           |           |           |           |  |  |      |      | عبدالله         | عبدالله         | عبدالله         | عبدالله         | عبدالله         | عبدالله         |        |        |        |        | طلحه   | طلحه   | طلحه | طلحه | طلحه | طلحه |      |      | علی  | علی  | علی | علی | علی     | علی     |         |         | حسین    | حسین    | حسین | حسین | حسین | حسین |      |      |      |      | اسمعیل | اسمعیل | اسمعیل | اسمعیل | اسمعیل  | اسمعیل  |         |         | طاهر    | طاهر    | طاهر     | طاهر     | طاهر     | طاهر     |          |          | اسحق | اسحق | اسحق | اسحق | اسحق | اسحق |      |      | محمد | محمد | محمد | محمد | محمد | محمد |  |  |  |  |  |  |  |  |  |  |  |  |  |  |  |  |  |  |  |  |  |  |  |  |  |  |  |  |  |  |  |  |  |  |  |  |  |  |  |  |  |  |  |  |  |  |  |  |  |  |  |  |  |  |
|     |     |     |     | محمد | محمد | محمد | محمد | محمد | محمد |      |      |      |      | حسن  | حسن  | حسن | حسن | حسن       | حسن       |           |           |           |           |  |  |      |      | عبدالله         | عبدالله         | عبدالله         | عبدالله         | عبدالله         | عبدالله         |        |        |        |        | طلحه   | طلحه   | طلحه | طلحه | طلحه | طلحه |      |      | علی  | علی  | علی | علی | علی     | علی     |         |         | حسین    | حسین    | حسین | حسین | حسین | حسین |      |      |      |      | اسمعیل | اسمعیل | اسمعیل | اسمعیل | اسمعیل  | اسمعیل  |         |         | طاهر    | طاهر    | طاهر     | طاهر     | طاهر     | طاهر     |          |          | اسحق | اسحق | اسحق | اسحق | اسحق | اسحق |      |      | محمد | محمد | محمد | محمد | محمد | محمد |  |  |  |  |  |  |  |  |  |  |  |  |  |  |  |  |  |  |  |  |  |  |  |  |  |  |  |  |  |  |  |  |  |  |  |  |  |  |  |  |  |  |  |  |  |  |  |  |  |  |  |  |  |  |
|     |     |     |     |      |      |      |      |      |      |      |      |      |      |      |      |     |     |           |           |           |           |           |           |  |  |      |      |                 |                 |                 |                 |                 |                 |        |        |        |        |        |        |      |      |      |      |      |      |      |      |     |     |         |         |         |         |         |         |      |      |      |      |      |      |      |      |        |        |        |        |         |         |         |         |         |         |          |          |          |          |          |          |      |      |      |      |      |      |      |      |      |      |      |      |      |      |  |  |  |  |  |  |  |  |  |  |  |  |  |  |  |  |  |  |  |  |  |  |  |  |  |  |  |  |  |  |  |  |  |  |  |  |  |  |  |  |  |  |  |  |  |  |  |  |  |  |  |  |  |  |
|     |     |     |     |      |      |      |      |      |      | علی  | علی  | علی  | علی  | علی  | علی  |     |     | عبدالعزیز | عبدالعزیز | عبدالعزیز | عبدالعزیز | عبدالعزیز | عبدالعزیز |  |  | احمد | احمد | احمد            | احمد            | احمد            | احمد            |                 |                 | سلیمان | سلیمان | سلیمان | سلیمان | سلیمان | سلیمان |      |      | طلحه | طلحه | طلحه | طلحه | طلحه | طلحه |     |     | طاهر    | طاهر    | طاهر    | طاهر    | طاهر    | طاهر    |      |      | حسین | حسین | حسین | حسین | حسین | حسین |        |        | مصعب   | مصعب   | مصعب    | مصعب    | مصعب    | مصعب    |         |         | عبیدالله | عبیدالله | عبیدالله | عبیدالله | عبیدالله | عبیدالله |      |      | محمد | محمد | محمد | محمد | محمد | محمد |      |      |      |      |      |      |  |  |  |  |  |  |  |  |  |  |  |  |  |  |  |  |  |  |  |  |  |  |  |  |  |  |  |  |  |  |  |  |  |  |  |  |  |  |  |  |  |  |  |  |  |  |  |  |  |  |  |  |  |  |
|     |     |     |     |      |      |      |      |      |      | علی  | علی  | علی  | علی  | علی  | علی  |     |     | عبدالعزیز | عبدالعزیز | عبدالعزیز | عبدالعزیز | عبدالعزیز | عبدالعزیز |  |  | احمد | احمد | احمد            | احمد            | احمد            | احمد            |                 |                 | سلیمان | سلیمان | سلیمان | سلیمان | سلیمان | سلیمان |      |      | طلحه | طلحه | طلحه | طلحه | طلحه | طلحه |     |     | طاهر    | طاهر    | طاهر    | طاهر    | طاهر    | طاهر    |      |      | حسین | حسین | حسین | حسین | حسین | حسین |        |        | مصعب   | مصعب   | مصعب    | مصعب    | مصعب    | مصعب    |         |         | عبیدالله | عبیدالله | عبیدالله | عبیدالله | عبیدالله | عبیدالله |      |      | محمد | محمد | محمد | محمد | محمد | محمد |      |      |      |      |      |      |  |  |  |  |  |  |  |  |  |  |  |  |  |  |  |  |  |  |  |  |  |  |  |  |  |  |  |  |  |  |  |  |  |  |  |  |  |  |  |  |  |  |  |  |  |  |  |  |  |  |  |  |  |  |
|     |     |     |     |      |      |      |      |      |      |      |      |      |      |      |      |     |     |           |           |           |           |           |           |  |  |      |      |                 |                 |                 |                 |                 |                 |        |        |        |        |        |        |      |      |      |      |      |      |      |      |     |     |         |         |         |         |         |         |      |      |      |      |      |      |      |      |        |        |        |        |         |         |         |         |         |         |          |          |          |          |          |          |      |      |      |      |      |      |      |      |      |      |      |      |      |      |  |  |  |  |  |  |  |  |  |  |  |  |  |  |  |  |  |  |  |  |  |  |  |  |  |  |  |  |  |  |  |  |  |  |  |  |  |  |  |  |  |  |  |  |  |  |  |  |  |  |  |  |  |  |
|     |     |     |     |      |      |      |      |      |      |      |      |      |      |      |      |     |     |           |           |           |           |           |           |  |  |      |      |                 |                 |                 |                 |                 |                 | علی    | علی    | علی    | علی    | علی    | علی    |      |      | مطهر | مطهر | مطهر | مطهر | مطهر | مطهر |     |     | عبدالله | عبدالله | عبدالله | عبدالله | عبدالله | عبدالله |      |      | حسین | حسین | حسین | حسین | حسین | حسین |        |        | محمد   | محمد   | محمد    | محمد    | محمد    | محمد    |         |         |          |          |          |          |          |          |      |      |      |      |      |      |      |      |      |      |      |      |      |      |  |  |  |  |  |  |  |  |  |  |  |  |  |  |  |  |  |  |  |  |  |  |  |  |  |  |  |  |  |  |  |  |  |  |  |  |  |  |  |  |  |  |  |  |  |  |  |  |  |  |  |  |  |  |
|     |     |     |     |      |      |      |      |      |      |      |      |      |      |      |      |     |     |           |           |           |           |           |           |  |  |      |      |                 |                 |                 |                 |                 |                 | علی    | علی    | علی    | علی    | علی    | علی    |      |      | مطهر | مطهر | مطهر | مطهر | مطهر | مطهر |     |     | عبدالله | عبدالله | عبدالله | عبدالله | عبدالله | عبدالله |      |      | حسین | حسین | حسین | حسین | حسین | حسین |        |        | محمد   | محمد   | محمد    | محمد    | محمد    | محمد    |         |         |          |          |          |          |          |          |      |      |      |      |      |      |      |      |      |      |      |      |      |      |  |  |  |  |  |  |  |  |  |  |  |  |  |  |  |  |  |  |  |  |  |  |  |  |  |  |  |  |  |  |  |  |  |  |  |  |  |  |  |  |  |  |  |  |  |  |  |  |  |  |  |  |  |  |
|     |     |     |     |      |      |      |      |      |      |      |      |      |      |      |      |     |     |           |           |           |           |           |           |  |  |      |      |                 |                 |                 |                 |                 |                 |        |        |        |        |        |        |      |      |      |      |      |      |      |      |     |     |         |         |         |         |         |         |      |      |      |      |      |      |      |      |        |        |        |        |         |         |         |         |         |         |          |          |          |          |          |          |      |      |      |      |      |      |      |      |      |      |      |      |      |      |  |  |  |  |  |  |  |  |  |  |  |  |  |  |  |  |  |  |  |  |  |  |  |  |  |  |  |  |  |  |  |  |  |  |  |  |  |  |  |  |  |  |  |  |  |  |  |  |  |  |  |  |  |  |
|     |     |     |     |      |      |      |      |      |      |      |      |      |      |      |      |     |     |           |           |           |           |           |           |  |  |      |      |                 |                 |                 |                 |                 |                 |        |        |        |        |        |        |      |      |      |      |      |      |      |      |     |     |         |         |         |         |         |         |      |      |      |      |      |      | طاهر | طاهر | طاهر   | طاهر   | طاهر   | طاهر   |         |         | احمد    | احمد    | احمد    | احمد    | احمد     | احمد     |          |          |          |          |      |      |      |      |      |      |      |      |      |      |      |      |      |      |  |  |  |  |  |  |  |  |  |  |  |  |  |  |  |  |  |  |  |  |  |  |  |  |  |  |  |  |  |  |  |  |  |  |  |  |  |  |  |  |  |  |  |  |  |  |  |  |  |  |  |  |  |  |

## جنگ‌ها و قیام‌ها

### جنگ عبدالله با خرم دینان
خرم دینان در واقع فرقه‌ای بودند که پس از قتل ابومسلم خراسانی ضد عباسیان برخاستند خرمیه در واقع نهضتی در جهت اصلاح آیین مزدک بود که عبدالله بن طاهر با آن‌ها جنگید ولی نتیجه ای حاصل نشد.

### قیامعلویان
در زمان طاهریان قیام‌هایی علیه آن‌ها صورت گرفت از جمله قیام محمد بن قاسم علوی ضد طاهریان و عباسیان بود قاسم که از نوادگان امام چهارم شیعیان بود در نواحی خراسان قیام کرد و به دلیل اخلاق نیکویی که داشت در بین مردم بسیار مورد اعتماد بود و به راحتی مردم را قانع می‌کرد زمانی که در مسجد پیامبر ملازم بود تعدادی از مردم خراسان با او بیعت کردند ولی در جنگ با عبدالله شکست خورد و سپس عبدالله او را به بغداد فرستاد اما توسط یارانش از زندان فرار کرد و دیگر هیچ‌کسی نتوانست او را پیدا کند.

### قیام مازیار
اما قیام دوم قیام مازیار بود که حوادث خاصی داشت مازیار در کل با طاهریان روابط خوبی نداشت و خراج را مستقیماً به بغداد می‌داد همین کینه‌توزی‌های بین مازیار و عبدالله با دخالت افشین که یکی از سرداران معتصم بود شدت گرفت و سر انجام با کمک روستاییان و شهرنشینان در منطقه طبرستان شورش کردند ابتدا مازیار توانست بر قسمت‌هایی از ساری و آمل مسلط شود اما با فرستادن نیروهای بسیار زیادی از ری و بغداد از سوی معتصم مازیار محاصره شد و سرانجام دستگیر و به بغداد فرستاده شد و معتصم که از حیله‌گری افشین آگاه شده بود او را با افشین در بغداد روبرو کرد و پس از اقرار مازیار بر کمک افشین به او مازیار به ۵۰۰ ضربه شلاق محکوم شد که پس از تحمل ۴۵۰ شلاق مرد اما به همین صورت افشین به زندان محکوم شد و در همان زندان چند سال بعد مرد.
عبدالله بن طاهر پس از گذشت ۱۵ سال و حکومت بر مناطق مهم ایران سر انجام در نیشابور در گذشت.

## فرهنگ و هنر

### طاهریان مبلغان آیین‌های ایرانی
در زمان طاهریان دستگاه‌های اداری و لشکری به دست کارداران و دبیران ایرانی اداره می‌گردد از این راه شیوه‌های کشور داری و آیین‌های کهن ایرانی هم مانند میراث ساسانیان به آن‌ها منتقل شد. و زبان عربی زبان سیاست و علم بود اما زبان فارسی هم چنان در بین مردم جای داشت.

### پایتخت
پایتخت طاهریان در ابتدا شهر مرو بود که امروزه در ترکمنستان است اما عبدالله بن طاهر آن را به نیشابور برد.

## علل انهدام طاهریان
ساختار حکومت طاهری به نوعی بود که از آغاز حکمرانی این دودمان همواره مشکلاتی همراه آن‌ها بود. شورش‌های داخلی و گستردگی قلمرو طاهری از همان ابتدا باعث شده بود مشکلاتی در ادارهٔ قلمرو به وجود آید. طبرستان به خاطر موقعیت اقلیمی که داشت باعث شده بود تسلط اعراب بر آن با مشکل مواجه شود و همچنان حکمرانان محلی قدرت و نفوذ اصلی را در دست داشته باشند. قیام طرفداران حسین بن زید و مازیار، طاهریان را برای مدت مدیدی در این منطقه مشغول ساخته بود. سیستان از زمان حمزه خارجی یکی از محل‌های اصلی آشوب بود. سیاست‌ها و فعالیت‌های طاهریان هم در برقراری صلح در این منطقه تأثیرگذار نبود؛ تا اینکه حکومت طاهریان توسط یعقوب برچیده شد. طاهریان در انتخاب افراد لایق برای حکومت شهرها دقت کافی نداشتند و می‌توان گفت مهم‌ترین ضعف آن‌ها همین مورد بوده‌است؛ انتخاب افراد نالایق از زمان طاهر بن حسین تا زمان محمد بن طاهر؛ مثلاً در دوران عبدالله بن طاهر مردم هنگامی که وی وارد نیشابور شد، برای شکایت از حاکم طاهری کرمان و نیشابور نزد او رفتند اما خود عبدالله بن طاهر هم افراد ماهر و توانایی برای ادارهٔ حکومت انتخاب نکرده بود. در دوران حکمرانی طاهر بن عبدالله و فرزند وی محمد بن طاهر ستم حکمرانان طاهری افزایش یافت و این موضوع باعث خشم و نفرت مردم شد. محمد بن اوس بلخی، حاکم طبرستان بود و رفتار بد و ناشایستی که او در طبرستان داشت، باعث شورش در این منطقه شد. همکاری و همراهی حکمرانان طاهری سیستان با خوارج نیز باعث تقویت قدرت یعقوب شد. اگر این عوامل را در نظر داشته باشیم، علت نامه‌هایی که بزرگان خراسان به یعقوب نوشتند و خواستار حضور او در نیشابور شدند را متوجه خواهیم شد؛ البته، آن‌ها منافع خود را نیز در نظر می‌گرفتند. رفتار محمد بن طاهر این فروپاشی را سرعت بخشید. «شرب شبانگاه، خواب صباح و تفویض منصب‌های عالی به افراد نالایق» همه در سرعت بخشیدن برکناری آن‌ها از قدرت تأثیر داشت و به همین خاطر محمد بن طاهر را عامل اصلی سقوط طاهریان می‌دانند. خلفای بغداد هم حمایت و توجه خاصی به طاهریان نداشتند. پس از معتصم، نفوذ ترکان در حکومت بسیار زیاد شد؛ تا حدی که زندگی خلیفه به آن‌ها بستگی داشت.
ضعف دستگاه خلافت باعث شد آن‌ها توان لشکرکشی برای دفاع از طاهریان را نداشته باشند و طرفداری لفظی آن‌ها همدیگر سودی نداشت. صفاریان و سامانیان قدرت‌های جدید بودند که اجازهٔ بروز و ظهور دوباره به طاهریان را ندادند؛ هرچند، تعدای از سرداران در مرو پیرو حسین بن طاهر بودند و قصد داشتند طاهریان را بازگردانند اما آن‌ها هم بیشتر به فکر خود، موقعیت و منافعشان بودند؛ پس نتیجه‌ای در برنداشت. حسین بن طاهر برای به دست آوردن غنیمت و قلمرو به سمت بخارا لشکرکشی کرد و موفق شد شهر را تصرف کند اما مدت زیادی طول نکشید که امیر اسماعیل او را شکست داد و مجبور شد از بخارا فرار کند. طاهریان برای مدت طولانی از طریق همان ثروت اندوخته شده در بغداد زندگی خود را گذراندند. آن‌ها در غرب دجله کاخ‌های زیبایی داشتند که به «حریم طاهری» معروف بود. پایان امیران طاهری به این صورت است:
| در خراسان ز آل مصعب شاه |  | طلحه و طاهر است و عبدالله  |
| باز طاهر دگر محمد آن    |  | کو به یعقوب داد تخت و کلاه |

## فرمانروایان
| #                      | نام             | نام                                       | نام      | نگاره | ولادت وفات | حکومت | حکومت | توضیح               | توضیح                                     |
| #                      | نام دیهیمی      | لقب                                       | نام اصلی | نگاره | ولادت وفات | آغاز  | پایان | خویشاوندی           | یادداشت                                   |
| ---------------------- | --------------- | ----------------------------------------- | -------- | ----- | ---------- | ----- | ----- | ------------------- | ----------------------------------------- |
| امارت طاهریان، ۸۲۱–۸۷۳ |                 |                                           |          |       |            |       |       |                     |                                           |
| ۱                      | طاهر بن حسین    | ذوالیمینین، امیر، ملک، والی خراسان، خزاعی | طاهر     |       | ۷۷۵–۸۲۲    | ۸۲۱   | ۸۲۲   | پسر حسین بن مصعب    | سردار مأمون و نخستین امیر طاهریان         |
| ۲                      | طلحه بن طاهر    | امیر، ملک، والی خراسان، خزاعی             | طلحه     |       | ؟ - ۸۲۸    | ۸۲۲   | ۸۲۸   | پسر طاهر بن حسین    |                                           |
| ۳                      | عبدالله بن طاهر | امیر، ملک، والی خراسان، خزاعی             | عبدالله  |       | ۷۹۸–۸۴۴    | ۸۲۸   | ۸۴۴   | پسر طاهر بن حسین    | مقتدرترین امیر طاهریان                    |
| ۴                      | طاهر بن عبدالله | ابوطیب، امیر، ملک، والی خراسان، خزاعی     | طاهر     |       | ؟ - ۸۶۲    | ۸۴۴   | ۸۶۲   | پسر عبدالله بن طاهر |                                           |
| ۵                      | محمد بن طاهر    | امیر، ملک، والی خراسان، خزاعی، خراسانی    | محمد     |       | ؟ - ۹۱۰    | ۸۶۴   | ۸۷۲   | پسر طاهر بن عبدالله | آخرین امیر طاهریان. توسط یعقوب لیث خلع شد |